# Fischer & Co.
Fischer & Co., Pfälzische Motoren- und Automobilfabrik war ein deutscher Hersteller von Automobilen.

## Unternehmensgeschichte
Das Unternehmen aus Haßloch begann 1902 mit der Produktion von Automobilen. Der Markenname lautete Fischer. 1905 endete die Produktion.

## Fahrzeuge
Das Unternehmen stellte Kleinwagen her. Für den Antrieb sorgte ein Einbaumotor der Fafnir-Werke. Viele weitere Teile stammten aus dem Fahrradbau.